# Frederico de Barros Brotero
 Frederico de Barros Brotero  (Itu, 17 de janeiro de 1877 — São Paulo, 22 de setembro de 1962) foi um cafeicultor, comerciante, historiador, genealogista, professor e advogado brasileiro.

## Biografia
Filho do desembargador Frederico Dabney de Avelar Brotero e de Gertrudes Cândida de Barros, é considerado um dos grandes genealogistas de São Paulo e fonte abundante de muitas árvores genealógicas. Bacharel em Direito, diplomado a 8 de dezembro de 1896, pela Faculdade de Direito da Universidade de São Paulo, foi promotor público da Comarca de Tietê, deputado estadual, na legislatura de 1904-1906, membro do Conselho Administrativo da Caixa Econômica Federal, em 1931, e membro do Conselho Fiscal do Banco Comercial do Estado de São Paulo.
Latifundiário, foi produtor de café em Taquaritinga e em Penápolis, tendo sido grande comerciante de café na extinta firma Whitaker, Brotero  & Cia.
Autor de inúmeros trabalhos genealógicos, de grande importância para São Paulo e para o Brasil, hoje, muitos deles, considerados obras raras para os bibliófilos da genealogia. Foi membro do Instituto Histórico e Geográfico Brasileiro; do Instituto Histórico e Geográfico de São Paulo, do qual foi eleito 2° vice-presidente e três vezes reeleito; sócio do Instituto Heráldico Genealógico e presidente do Grande Conselho; sócio correspondente dos Institutos Históricos de Minas Gerais, de Sergipe, de Campinas, do Rio Grande do Sul. Pertenceu também ao Instituto Argentino de Ciências Genealógicas e à Sociedade de Estudos Históricos de La Paz, Bolívia; e foi Sócio Correspondente do Colégio Brasileiro de Genealogia, no Rio de Janeiro.
Casou-se com Sílvia Monteiro de Barros, neta do Barão de Antonina, João da Silva Machado, com quem teve quatro filhos: Frederico Antônio, Geraldo, Ana Francisca e Maria de Lourdes.